# Uppåt väggarna (film, 1930)
Uppåt väggarna (även Fara på taket) (engelska: Hog Wild) är en amerikansk komedifilm med Helan och Halvan från 1930 regisserad av James Parrott.

## Handling
Helan planerar att gå ut med Halvan, men Helans fru vill att han ska sätta upp radioantennen på taket istället. Halvan kommer på besök i samma ögonblick som Helan ska sätta upp antennen, och ställer upp som hjälpreda. Men det går inte riktigt som planerat.

## Om filmen
Filmen spelades även in i versioner på spanska och franska där Helan och Halvan själva talar spanska och franska. Båda versionerna har gått förlorade.
Filmen hade svensk premiär den 11 april 1932 på biografen Ringside i Stockholm, som då hette Månen.
Filmen finns utgiven på DVD och Blu-ray.

## Rollista
- Stan Laurel – Stan (Halvan)
- Oliver Hardy – Ollie (Helan)
- Fay Holderness – mrs. Hardy
- Dorothy Granger – hushållerskan Tillie
- Charles McMurphy – spårvagnskonduktör[1]